# 魅影 (1991年音樂劇)
音樂劇《魅影》是根據加斯頓勒魯（Gaston Leroux）的小說《歌劇魅影》改編的音樂劇。劇本由 Arthur Kopit 編寫，詞曲由 Maury Yeston 編寫。與音樂劇《歌劇魅影》不同的是，故事的重點是在魅影身上。